# Bagrationowo
Bagrationowo (russ. Багратионово, deutsch Wikischken, 1938–1945 Wiecken) ist eine Siedlung im Südosten der russischen Oblast Kaliningrad. Der Ort gehört zur kommunalen Selbstverwaltungseinheit Munizipalkreis Osjorsk im Rajon Osjorsk.

## Geographische Lage
Bagrationowo liegt sieben Kilometer südöstlich der Rajonstadt Osjorsk (Darkehmen/Angerapp) an der Regionalstraße 27K-A43 (ex Reichsstraße 137) zur russisch-polnischen Staatsgrenze, wo es aber keinen Grenzübergang gibt. Im Ort zweigt die Kommunalstraße 27K-189 nach Jablonowka (Wilhelmsberg) ab. Südwestlich am Ort fließt die Wiek (russisch: Wika) vorbei. Bis 1945 war Wikischken/Wiecken Bahnstation an der Bahnstrecke Insterburg–Lyck, die nach 1945 in ihrem sowjetischen Abschnitt nicht mehr aktiviert wurde.

## Ortsname
Die russische Namensgebung nimmt Bezug auf den russischen Feldherrn Pjotr Iwanowitsch Bagration (1765–1812), der der königlichen Dynastie der georgischen Bagratiden entstammte und der nach 1945 auch der früheren Stadt Preußisch Eylau zu ihrem Namen Bagrationowsk verhalf.

## Geschichte
Im Jahr 1874 wurde die Landgemeinde Wikischken Namensgeber des neu gebildeten Amtsbezirks Wi(e)kischken im Kreis Darkehmen. Das zuständige Landgericht war in Insterburg. Im Jahre 1910 zählte Wikischken 239 Einwohner, im Jahre 1925 waren es 251. Zum 30. September 1928 wurde der Gutsbezirk Kleszowen-Mühle (heute russisch Waldaiskoje) in die Landgemeinde Wikischken eingemeindet. Die Zahl der Einwohner der so erweiterten Gemeinde betrug 1933 dann 287. Im Jahr 1938 bekam der Ort aus politisch-ideologischen Gründen den Namen Wiecken. 1939 waren dort noch 268 Einwohner registriert.
Im Januar 1945 wurde der Ort von der Roten Armee besetzt. Die neue Polnische Provisorische Regierung ging zunächst davon aus, dass er mit dem gesamten Kreis Darkehmen (Angerapp) unter ihre Verwaltung fallen würde. Im Potsdamer Abkommen (Artikel VI) von August 1945 wurde die neue sowjetisch-polnische Grenze aber unabhängig von den alten Kreisgrenzen anvisiert, wodurch der Ort unter sowjetische Verwaltung kam. Die polnische Umbenennung des Ortes in Wikiszki im November 1946 wurde (vermutlich) nicht mehr wirksam. Im Juni 1947 erhielt der Ort den russischen Namen Bagrationowo und wurde gleichzeitig Verwaltungssitz eines Dorfsowjets im Rajon Osjorsk. Von 2008 bis 2014 gehörte Bagrationowo zur Landgemeinde  Gawrilowskoje selskoje posselenije, von 2015 bis 2020 zum Stadtkreis Osjorsk und seither zum Munizipalkreis Osjorsk.

### Amtsbezirk Wi(e)kischken (Wiecken) 1874–1945
Der Amtsbezirk Wikischken (zunächst offenbar Wiekischken) wurde am 6. Mai 1874 aus sieben Landgemeinden (LG) bzw. Gutsbezirken (GB) gebildet:
| Name (bis 1938)      | Name (1938–1945) | russischer Name nach 1945 | Bemerkungen                                                              |
| -------------------- | ---------------- | ------------------------- | ------------------------------------------------------------------------ |
| Astrawischken (LG)   | Großzedmar       | Serowo                    |                                                                          |
| Auxkallen (LG)       | Roßkamp          |                           |                                                                          |
| Klein Kolpacken (LG) | Kleinbachrode    | Prochladnoje              |                                                                          |
| Kleszowen Mühle (GB) |                  | Waldaiskoje               | um 1900 in den Amtsbezirk Kleszowen umgegliedert, 1928 zur LG Wikischken |
| Wantischken (LG)     | Grünsiedel       | Wjoschenskaja             |                                                                          |
| Wikischken (LG)      | Wiecken          | Bagrationowo              |                                                                          |
| Zedmar (GB)          |                  |                           | 1928 zur LG Astrawischken                                                |

Am 12. Januar 1939 wurde der Amtsbezirk in Wiecken umbenannt und bestand bis 1945 noch aus den ebenfalls umbenannten fünf Landgemeinden Großzedmar, Grünsiedel, Kleinbachrode, Roßkamp und Wiecken.

### Bagrationowski selski Sowet/okrug 1947–2008
Der Dorfsowjet Bagrationowski selski Sowet (ru. Багратионовский сельский Совет) wurde im Juni 1947 eingerichtet. Sein Verwaltungssitz war zunächst der Ort Bagrationowo. Im Jahr 1954 wurde der Tschistopolski selski Sowet an den Bagrationowski selski Sowet angeschlossen. Diese angeschlossenen Orte gelangten später allerdings in den Lwowski selski Sowet. Vor 1968 wurde der Verwaltungssitz nach Uschakowo verlegt. Nach dem Zerfall der Sowjetunion bestand die Verwaltungseinheit als Dorfbezirk Bagrationowski selski okrug (ru. Багратионовский сельский округ). Im Jahr 2008 wurden  die verbliebenen Orte des Dorfbezirks, mit Ausnahme von Uschakowo, das zur städtischen Gemeinde Osjorskoje gorodskoje posselenije kam, in die neu gebildete Landgemeinde Gawrilowskoje selskoje posselenije eingegliedert.
| Ortsname                         | Name bis 1947/50                                  | Bemerkungen                                                                                                   |
| -------------------------------- | ------------------------------------------------- | --- |
| Bagrationowo (Багратионово)      | Wikischken, 1938–1945:„Wiecken“                   | Der Verwaltungssitz bis vor 1968.                                                                             |
| Borok (Борок)                    | Grasgirren, 1938–1945:„Dingelau“                  | Der Ort wurde 1950 umbenannt.                                                                                 |
| Dubrawa (Дубрава)                | Buylien, 1938–1945:„Schulzenwalde“                | Der Ort wurde 1947 umbenannt und war zunächst der Verwaltungssitz des Dorfsowjets Dubrawski im Rajon Gussew.  |
| Gremjatschje (Гремячье)          | Bindszuhnen/Bindschuhnen, 1938–1945:„Bindemark“   | Der Ort wurde 1950 umbenannt und vor 1976 verlassen.                                                          |
| Kadymka (Кадымка)                | Eszerningken/Escherningken, 1938–1945:„Eschingen“ | Der Ort wurde 1947 umbenannt.                                                                                 |
| Klimowka (Климовка)              | Kamanten                                          | Der Ort wurde 1947 umbenannt und gehörte seit vor 1988 zum Dorfsowjet bzw. Dorfbezirk Sadowski.               |
| Kolzowo (Кольцово)               | Kohlau                                            | Der Ort wurde 1947 umbenannt.                                                                                 |
| Krasny Bor (Красный Бор)         | Kellmienen, 1938–1945:„Kellmen“                   | Der Ort wurde 1950 umbenannt.                                                                                 |
| Kutusowo (Кутузово)              | Kleszowen/Kleschowen, 1938–1945:„Kleschauen“      | Der Ort wurde 1947 umbenannt.                                                                                 |
| Malaja Klimowka (Малая Климовка) | Groß Grobienen                                    | Der Ort wurde 1947 umbenannt und gehörte seit vor 1988 zum Dorfsowjet bzw. Dorfbezirk Sadowski.               |
| Netschajewo (Нечаево)            | Ottoberg                                          | Der Ort wurde 1950 umbenannt und gehörte seit vor 1988 zum Dorfsowjet bzw. Dorfbezirk Sadowski.               |
| Nowosselje (Новоселье)           | Kariotkehmen, 1938–1945:„Karkeim“                 | Der Ort wurde 1950 umbenannt und vor 1975 verlassen.                                                          |
| Ossipenko (Осипенко)             | zu Pogrimmen, 1938–1945:„zu Grimmen“              | Der Ort wurde 1947 umbenannt.                                                                                 |
| Porchowskoje (Порховское)        | Kermuschienen, 1938–1945:„Fritzenau“              | Der Ort wurde 1947 umbenannt.                                                                                 |
| Poretschje (Поречье)             | Balschkehmen, 1938–1945:„Balsken“                 | Der Ort wurde 1947 umbenannt.                                                                                 |
| Prochladnoje (Прохладное)        | Klein Kolpacken, 1938–1945:„Kleinbachrode“        | Der Ort wurde 1950 umbenannt und gehörte zunächst zum Dorfsowjet Tschistopolski. Er wurde vor 1975 verlassen. |
| Prudnoje (Прудное)               | Brindlacken, 1938–1945:„Kleinfritzenau“           | Der Ort wurde 1950 umbenannt.                                                                                 |
| Pskowskoje (Псковское)           | (Königlich) Pogrimmen, 1938–1945:„Grimmen“        | Der Ort wurde 1947 umbenannt.                                                                                 |
| Resnikowo (Резниково)            | Röseningken, 1938–1945:„Rößningen“                | Der Ort wurde 1947 umbenannt.                                                                                 |
| Rjasanskoje (Рязанское)          | Hallwischken, 1938–1945:„Hallweg“                 | Der Ort wurde 1950 umbenannt.                                                                                 |
| Sadoroschje                      | Ramoschkehmen, 1938–1945:„Ramfelde“               | Der Ort wurde 1950 umbenannt und vor 1975 verlassen.                                                          |
| Sadoroschnoje (Задорожное)       | Dinglauken, 1938–1945:„Altdingelau“               | Der Ort wurde 1947 umbenannt und vor 1975 verlassen.                                                          |
| Sarutschje (Заручье)             | Gudwainen                                         | Der Ort wurde 1950 umbenannt und vor 1975 verlassen.                                                          |
| Schilowo (Шилово)                | Ischdaggen, 1938–1945:„Brenndenwalde“             | Der Ort wurde 1947 umbenannt.                                                                                 |
| Schutschkowo (Шучково)           | Szuskehmen/Schuskehmen, 1938–1945:„Angerhöh“      | Der Ort wurde 1947 umbenannt.                                                                                 |
| Sebeschskoje (Себежское)         | Demildszen/Demildschen, 1938–1945:„Kleinkamanten“ | Der Ort wurde 1950 umbenannt und gehörte seit vor 1988 zum Dorfsowjet bzw. Dorfbezirk Sadowski.               |
| Serowo (Серово)                  | Astrawischken, 1938–1945:„Großzedmar“             | Der Ort wurde 1947 umbenannt und vor 1975 verlassen.                                                          |
| Sobinowo (Собиново)              | Karteningken, 1938–1945:„Kleedorf“                | Der Ort wurde 1950 umbenannt und vor 1975 verlassen.                                                          |
| Stanzionnoje (Станционное)       | Jucknischken, 1938–1945:""Bahnfelde"              | Der Ort wurde 1950 umbenannt und vor 1975 verlassen.                                                          |
| Stawropolskoje (Ставропольское)  | Schaumburgsfelde                                  | Der Ort wurde 1950 umbenannt und vor 1975 verlassen.                                                          |
| Suworowka (Суворовка)            | Weedern                                           | Der Ort wurde 1947 umbenannt.                                                                                 |
| Uschakowo (Ушаково)              | Ströpken                                          | Der Ort wurde 1947 umbenannt und war seit vor 1968 der Verwaltungssitz.                                       |
| Waldaiskoje (Валдайское)         | Kleszowen Mühle                                   | Der Ort wurde 1950 umbenannt.                                                                                 |

## Kirche
Vor 1945 gehörten die wenigen katholischen Einwohner von Wikischken bzw. Wiecken zum Bistum Ermland. Die mehrheitlich evangelische Bevölkerung war dem Kirchspiel Kleszowen (1936–1938 Kleschowen, 1938–1946 Kleschauen, heute russisch: Kutusowo) zugeordnet, das im  Kirchenkreis Darkehmen (1938–1946 Angerapp, russisch: Osjorsk), ehemals zur Inspektion Gumbinnen (Gussew), der Kirchenprovinz Ostpreußen in der Kirche der Altpreußischen Union lag. Der letzte deutsche Geistliche war Pfarrer Günther Warm.